# المدرسة المنصورية (المدينة المنورة)
المدرسة المنصورية (المدينة المنورة)، تعتبر إحدى مدارس المدينة المنورة الأبتدائية.

## سنة التأسيس
بدأت الدراسة في المدرسة المنصورية باسم المدرسة التحضيرية الأولى شمال المسجد النبوي الشريف عام 1344هـ، وسميت بالتحضيرية لأنها تهيىءالطالب للمرحلة التي تليها.

## بدايات المدرسة
كانت بدايات التدريس في المسجد النبوي الشريف ثم انتقلت المدرسة إلى غرف الدور السفلي من المدرسة الأميرية بباب المجيدي بجوار رباط البوهرة، ومديرها الأستاذ أحمد صقر رحمهُ الله، وكان يُطلق على هذه المدرسة الإعدادية ثم الأميرية ثم الناصرية بعد انتقال المدرسة التحضيرية الأولى إلى الدور السفلي التابع للمدرسة الإعدادية، وكان عدد فصولها ثلاثة فصول، أما الاعدادية فكان عدد فصولها أربعة فصول، وأما المكان الذي كان مخصصاً للمدرسة التحضيرية الأولى في المسجد النبوي فقد تم إنشاء المدرسة التحضيرية الثانية، وفي عام 1359هـ نُقلت المدرسة التحضيرية الأولى من مبنى المدرسة الأميرية إلى بيت الشريف شاهين في حوش الأشراف وحل محلها التحضيرية الثانية.

## أمكنة المدرسة المنصورية
- شمال المسجد النبوي
- الدور السفلي للمدرسة الإعدادية ثم الناصرية باب المجيدي
- منزل الشريف شاهين بحوش الأشراف
- منزل بسوق القماشة لامرأة تركية تسمى «زكية اسلام» جوار منزل بكر رضوان
- دار الترجمان فوق دكان البغدادي بالعنبرية
- رباط بهرام اغا بالعنبرية أمام دار السيد حمزة غوث
- مبنى شمال مبنى ثانوية طيبة.[3]

## مديري المدرسة
- الاستاذ ماجد عشقي حتى عام 1364هـ
- الاستاذ صالح اخميمي من عام 1364هـ إلى 1369هـ
- الاستاذ أمين مرشد حتى عام 1371هـ
- الاستاذ عبد الحميد سنارى من عام 1373هـ
- الاستاذ محمد حميدة من عام 1374هـ إلى 1377هـ
- الاستاذ محمود عبد السلام من عام 1377هـ
- الاستاذ علي عمر قاضي حتى عام 1397هـ
- الاستاذ حمزة منسي من عام 1397هـ
- الاستاذ يوسف عبد الله حمدان
- الاستاذ حمدان محمد صالح حتى عام 1410هـ
- الاستاذ وصل حامد أحمد المغامسي من عام 1410هـ.[4]

## تطورات المدرسة
- في عام 1360هـ تحول مسماها في مبنى حوش الأشراف إلى المدرسة المنصورية الابتدائية، ومديرها الاستاذ ماجد عشقي رحمهُ الله
- طرأت الزيادة في عدد الفصول من ثلاثة إلى أربعة فصول
- في عام 1361هـ أصبح العدد خمسة فصول
- في عام 1362هـ طرأت الزيادة في فصل سادس، وتخرج في هذا العام أول دفعة من المدرسة.[5]

## انظر ايضاً
- المدينة المنورة
- مدرسة الصحراء (المدينة المنورة)
- مدرسة دار التوحيد
- قائمة المدارس في السعودية

## وصلات خارجية
- المدارس بالمدينة المنورة قبل العهد السعودي.